# Urindoeuropéer

Jamnakulturens omfattande migration från stäppen i olika väderstreck, bland annat till Europa, kan ha förorsakat spridningen av de indoeuropeiska språken enligt kurganhypotesen, och bidragit till att bronsåldern inleddes.

Urindoeuropéer eller protoindoeuropéer (PIE) är en hypotetisk förhistorisk etnolingvistisk grupp hemmahörande i Eurasien som talade urindoeuropeiska, det rekonstruerade gemensamma urspråket för den indoeuropeiska språkfamiljen. Kunskapen om urindoeuropéer kommer främst från lingvistisk rekonstruktion som sammanställs med materiella bevis från arkeologi och arkeogenetik. Urindoeuropéerna levde troligen under den yngre stenåldern (6400 till 3500 f.Kr.). Merparten av forskningen placerar dem på den pontisk-kaspiska stäppen, denna stäpp sträcker sig från nordöstra Bulgarien och sydöstra Rumänien, genom Moldavien och södra samt östra Ukraina, vidare genom norra Kaukasus i södra Ryssland och den kazakiska stäppen i öster.
Urindoeuropéer definieras oftast enbart som en språkgemenskap för det rekonstruerade urindoeuropeiska språket. Detta innebär att de inte nödvändigtvis var en enhetlig etnisk grupp och endast i begränsad utsträckning hade en gemensam kultur. De historiskt belagda folk som talade olika indoeuropeiska språk betraktas i många fall snarare som efterkommande populationer som antog språket från invandrande indoeuropeisktalande grupper. Vid sådana språkbyten bevaras ofta grammatiska och fonologiska drag från det ursprungliga språket, och ibland även delar av ordförrådet.
Trots detta kan vissa slutsatser dras om urindoeuropéernas levnadssätt samt deras geografiska och tidsmässiga spridning utifrån likheter mellan de efterföljande språken. Det ger ledtrådar till arkeologiskt påvisbara kulturer och möjliga ursprungsområden för språket. Det är dock omöjligt att med säkerhet fastställa en exakt plats för urindoeuropéernas ursprungliga urhem. Den vetenskapliga debatten domineras fortfarande av två huvudhypoteser: Anatolien-hypotesen och kurganhypotesen.
I början av det andra årtusendet f.Kr. hade indoeuropéernas ättlingar spridit sig över stora delar av Eurasien. De hade nått Anatolien (hettiterna), Egeiska havet (de språkliga förfäderna till mykenska Grekland), norra Europa (snörkeramiska kulturen), Centralasiens utkanter (Jamnakulturen) samt södra Sibirien (Afanasjevokulturen).
Under 1800-talets första hälft vann idéer om ett ärorikt förhistoriskt förflutet anhängare i Europa, framförallt bland tyskspråkiga forskare. De tänkta urindoeuropéerna blev en förebild för dåtidens nationalister. Arkeologer som Gustaf Kossinna sökte efter spår av dessa urindoeuropéer, eller arier som de också kallades. Teorierna drevs till sin spets i nazisternas raslära där germanerna ansågs vara arvtagare till urindoeuropéerna (arierna). Under efterkrigstiden har teorierna om ett gemensamt indoeuropeiskt urfolk väckt allt mindre intresse i Europa. I Indien däremot har idén om ett urindoeuropeiskt folk med ursprung i Indien fått ett uppsving av hindunationalistiska forskare.

## Avgränsning och benämning
Inom forskningen används proto-indoeuropéer för att beteckna de människor som talade det rekonstruerade ursprungsspråket och delade en gemensam kultur. Däremot kan indoeuropéer syfta på alla historiska folk som talade ett indoeuropeiskt språk.
Filologen Martin Litchfield West beskriver det urindoeuropeiska folket så här:
| ” | Om det fanns ett indoeuropeiskt språk, måste det också ha funnits människor som talade det. Men det betyder inte att de utgjorde en nation, eftersom de kanske aldrig hade någon gemensam politisk enhet. Inte heller var de ett folk i rasmässig mening, då de sannolikt var lika genetiskt blandade som vilken modern språkbaserad befolkning som helst. Att vårt språk härstammar från deras gör dem inte automatiskt till 'våra förfäder' – lika lite som de antika romarna är förfäder till fransmän, rumäner och brasilianare. Indoeuropéerna var i första hand en språkgemenskap. Vi bör nog föreställa oss dem som ett löst nätverk av klaner och stammar inom ett begränsat, men sammanhängande område. | „ |

### Indogermaner
I Tyskland och andra tyskspråkiga länder används termen indogermaner (Indogermanen) i stället för (ur)indoeuropéer (Indoeuropäer) för att beteckna de urindoeuropéer som talade det rekonstruerade ursprungsspråket. Detta terminologiska val har sitt ursprung i den tidiga språkforskningen under 1800-talet. Vid forskningen och klassificeringen av språkfamiljen strävade man efter att tydliggöra dess geografiska utbredning. För att åstadkomma detta valde man att kombinera namnen på de två mest avlägsna språkgrenarna som vid den tiden var kända: de indiska språken (särskilt sanskrit) i öster och de germanska språken i väster. 
Vid den tidpunkt då termen etablerades hade de keltiska språken ännu inte erkänts som en del av den indoeuropeiska språkfamiljen, och de anatoliska samt de tochariska språken kunde först efter sin upptäckt och dechiffrering på 1900-talet identifieras som tillhörande språkfamiljen. Den danske geografen Malthe Conrad Bruun myntade år 1810 begreppet langues indo-germaniques, medan termen Indo-European languages introducerades av Thomas Young år 1813. Den tyska termen indogermanisch användes för första gången av Julius Klaproth. Trots att begreppet snabbt etablerade sig i det tyska språkområdet, undvek den tyska språkvetaren Franz Bopp att använda det och föredrog istället termen indoeuropäisch från och med 1833. Den tyskspråkiga filologin har dock traditionellt hållit fast vid termen indogermanisch. Särskilt inom den akademiska världen används nästan uteslutande Indogermanische Sprachwissenschaft (indogermansk språkvetenskap)

## Språket

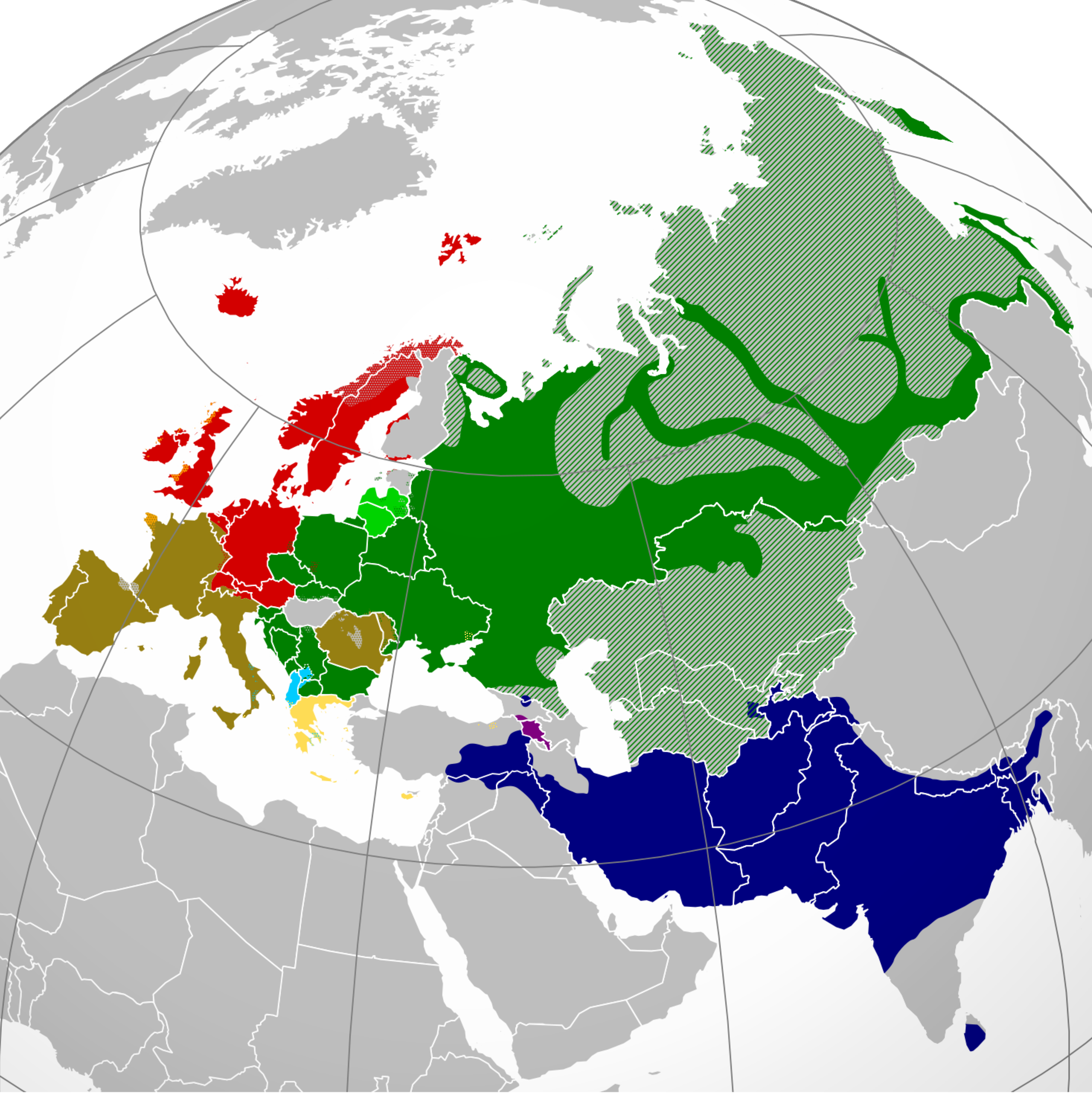
Indoeuropeiska språk i Europa och Asien idag
Germanska språk
Icke-indoeuropeiska språk

I slutet av 1700-talet påpekade den brittiske indologen och juristen William Jones att flera språk i Europa och Asien är så lika varandra att de måste ha ett gemensamt ursprung. Den av han upptäckta språkfamiljen omfattar i Europa alla germanska, slaviska, baltiska, keltiska och italiska språk samt albanska och grekiska. Utanför Europa ingår armeniska, de indoariska och indoiranska språken samt nuristaniska språk. De anatoliska, illyriska och tochariska språken är utdöda.
Sedan upptäckten av släktskapen mellan de indoeuropeiska språken har språkforskare strävat efter att rekonstruera det gemensamma ursprungsspråket. Vilka språk de förindoeuropeiska befolkningarna talade är fortfarande okänt, men vissa ledtrådar finns i ortnamn och namn på vattendrag i Sydösteuropa, samt deras ändelser (t.ex. -assos).
Franz Bopp anses vara grundaren av den indoeuropeiska språkvetenskapen med sitt verk Über das Conjugationssystem der Sanskritsprache in Vergleichung mit jenem der griechischen, lateinischen, persischen und germanischen Sprache, som publicerades 1816. Med det konjugationssystem han presenterade gav Bopp bevis för den släktskap som William Jones hade postulerat mellan de indoeuropeiska språken. De första försöken att rekonstruera det hypotetiska indoeuropeiska urspråket gjordes sedan av August Schleicher på mitten av 1800-talet. Han inkluderade inte bara de indogermanska språk som fortfarande talades, utan även de utdöda och skriftligt dokumenterade språken. Han skapade ett av de första släktskapsträden för att illustrera de språkliga relationerna. Schleicher introducerade också konventionen att märka rekonstruerade språkliga former med en asterisk. Från den indoeuropeiska språkvetenskapen utvecklades den jämförande språkforskningen, som även tillämpas på andra språkfamiljer.
Den tyskfinske språkforskaren Harald Haarmann menar att det också kan ha förekommit ett språkbyte mellan det proto-uraliska språket och det indoeuropeiska urspråket. Han menar att både i ordförråd och grammatik kan konvergenta element rekonstrueras, såsom lexikaliska ordstammar, grundläggande grammatiska strukturer och olika pronominalstammar. Ett sådant språkbyte kan ha skett genom direkta eller indirekta kontakter mellan de finsk-ugriska folken och urindoeuropéerna. Direkt kontakt kan ha uppstått genom handel eller politiska förbindelser. Haarmann föreslår dock att det proto-uraliska folkets urhem låg norr om det urindoeuropeiska bosättningsområdet (enligt Kurgan-hypotesen), vilket innebär att ett direkt språkbyte måste ägt rum.

## Kultur
Genom lingvistisk rekonstruktion från gamla indoeuropeiska språk som latin och sanskrit kan man härleda hypotetiska drag av det urindoeuropeiska språket. Om man förutsätter att dessa lingvistiska drag speglar kulturen och miljön för de urindoeuropeiska folken, föreslås följande kulturella och miljömässiga drag:
- Pastoralism, inklusive tamdjur som boskap, hästar och hundar.
- Jordbruk och spannmålsodling, inklusive teknik som vanligen tillskrivs sena neolitiska jordbrukssamhällen, t.ex. plogen.
- Transport via vattendrag.
- Hjulet, använt för vagnar, men inte ännu för häststridsvagnar med ekerhjul.
- Dyrkandet av en himmelsgud: Dyḗus Ph2tḗr (bokstavligen "himmelsfadern"; > vedisk sanskrit Dyáuṣ Pitṛ́, klassisk grekiska Ζεύς (πατήρ) / Zeus (patēr)), vokativ dyeu ph2ter (> latin Iūpiter, illyriska Deipaturos).
- Muntlig hjältesång (epos) eller sångtexter som använde fraser som "odödlig berömmelse" (ḱléwos ń̥dʰgʷʰitom) och "solens hjul" (sh₂uens kʷekʷlos).
- Ett patrilinjärt släktskapssystem baserat på relationer mellan män.

En fylogenetisk analys från 2016 av indoeuropeiska folksagor antyder att en viss folksaga, Smeden och Djävulen, kan rekonstrueras till den urindoeuropeiska perioden. Denna saga, som finns i samtida indoeuropeiska folksagor från Skandinavien till Indien, beskriver en smed som erbjuder sin själ till en ond varelse (vanligen en djävul i moderna versioner av sagan) i utbyte mot förmågan att svetsa ihop alla slags material. Smeden använder sedan sin nya förmåga för att fästa djävulen vid ett orörligt föremål (ofta ett träd), och därmed undvika sin del av avtalet. Enligt författarna innebär rekonstruktionen av denna folksaga  att de urindoeuropeiska folken hade metallurgi.

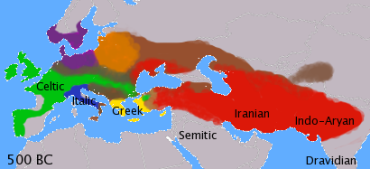
De indoeuropeiska språkens ungefärliga utbredning omkring 500 f.Kr. Violett visar germanska och ljusbrunt slaviskspråkiga områden. Mörkbrunt betecknar mindre indoeuropeiska språk samt platser där man inte vet med säkerhet vilket indoeuropeiskt språk som talades.

### Materiell kultur
Genom jämförande språkforskning är det möjligt att rekonstruera en urindoeuropeisk vokabulär, vilket visar att de kanske odlade åtminstone ett slags spannmål (*yēwo-, möjligen korn), att de kände till nötkreatur (*gwōw-), hästen (*ēk'wo-), liksom hunden (*k'wōn-), fåret (*ōwi-) och svinet (*sū-) / (*pork'o-(s)) samt kände till åtminstone en metall (*āyes-, troligast koppar eller brons). De använde vagnar (*wōg'ho-) med hjul (*kwēkwlo-) och kände till honung (*mēlit-) av vilken de förfärdigade mjöd (*mēdhu-). Härskaren för ett hushåll (*dom-) kallades antagligen för *demspots (grekiska despot, sanskrit dampati), vilket vittnar om en patriarkal kultur. Man kan av detta sluta sig till att urindoeuropéerna innan deras splittring befann sig på ett utvecklingsstadium från senneolitikum till tidig bronsålder.
Rekonstruktion av en avlägsen kultur utifrån ett senare språkmaterial med den komparativa metoden har kritiserats som bristfällig. Den ger inget utrymme för lånord mellan de indoeuropeiska språken; exempelvis kom ett stort antal latinska lånord under romersk tid in i de germanska, keltiska och slaviska språken. Dessutom finns klara exempel på hur en ny betydelse överförs till äldre ord när folkets kultur förändras.

### Andlig kultur
Protoindoeuropeisk mytologi
Den franske religions- och språkforskaren Georges Dumézil har genom jämförande mytforskning av olika mytologier hos indoeuropeiska folk menat sig urskilja en polyteistisk urindoeuropeisk religion och ett tredelat samhälle mellan kasterna präster, krigare och näringsidkare. Dumézil kopplar en specifik gudom eller ett gudapar till var och en av kasterna. De främsta exemplen är Oden, Tor och Frej bland germanerna; Jupiter, Mars och Quirinus bland de äldre romarna, samt Mitra/Varuna, Indra och tvillinggudarna ashvinerna i den vediska religionen. Schemat passar in sämre på andra indoeuropeiska mytologier, framför allt den grekiska, och det har även mot Dumézil framförts att uppdelningen i präster, krigare, näringsidkare är alltför allmän för att några slutsatser skall kunna dras.
Åtminstone ett gudsnamn kan rekonstrueras – himmelsguden *Dyēws eller *Dyēws Phter, vilken befruktar jorden, tänkt som en gudinna. En stridbar åskgud som dräper demoniska makter (Tor, Mars, Indra, Perun, med flera) är annars den tydligaste gemensamma gudomen (som dock även förekommer i sumerisk och semitisk mytologi). Ett världsträd återfinns i flera mytologier, liksom drakdödarmotivet (dock även känt från egyptisk, semitisk och hurritisk mytologi). Flera stående formler är även lika i mytologiernas urkunder, och vittnar om en kultur som prisar äran och modet, såsom i uttryck för ett rykte som övervinner döden. Det finns gemensamma föreställningar om ogifta män som lever tillsammans utanför det övriga samhället och sysselsätter sig med boskapsrov; ordet *pek'u har för övrigt i sina avledningar den dubbla betydelsen av boskap och rikedom. En hövding (*rek's) fungerade även som andlig ledare (så kallat sakralt kungadöme). En fornirisk konungs sedesregler liknar de som föreskrivs en indisk brahman, och hästoffer beskrivs både från keltiskt område och i vedaböckerna. Sanskrittermen för detta hästoffer, ashvamedha, är kopplat till det keltiska personnamnet Epomeduos (jämför Epona). Slutligen var de urindoeuropeiska personnamnen troligen tvåledade och beskrivande någon eftersträvansvärd egenskap.

## Teorier om urhemmet
Mycket arbete har lagts på att försöka lokalisera det indoeuropeiska urhemmet, vilket skulle ställa ett arkeologiskt material till förfogande. Genom rekonstruerade ord för exempelvis lax (*laks-) och bok(träd) (*bhāgo-) försökte tidiga forskare ringa in detta område, men förfarandet har sedermera visat sig problematiskt. Den tyske arkeologen Gustaf Kossinnas teori från början av 1900-talet att urhemmet låg mellan floderna Elbe och Wisła är idag övergivna, liksom teorin att urhemmet skulle ligga i Centralasien – där man däremot vanligen förlägger det indoiranska urhemmet.

### Kurganhypotesen

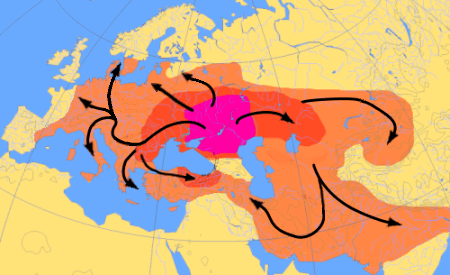
Skiss över indoeuropéernas folkvandringar enligt kurganhypotesen. C:a 4000 f.Kr.–1000 f.Kr.

Den litauisk-amerikanska arkeologen Marija Gimbutas presenterade 1956 kurganhypotesen, enligt vilken urhemmet låg i de västligaste delarna av den eurasiska stäppen, norr om Svarta havet och Kaspiska havet, och de indoeuropeiska språkens spridning till Europa kopplas samman med resandet av en typ av enmansgravar – kurganer. Urindoeuropéernas spridning förläggs i detta scenario till mellan fem- och tretusen år f.Kr, och indoeuropeiska folk inträder i Skandinavien med stridsyxekulturen. Urindoeuropéerna var enligt Gimbutas narrativ ett krigiskt, hierarkiskt och patriarkalt samhälle. Deras spridning förklaras väsentligen som ett militärt erövrande av fridsammare stenåldersfolk, över vilka indoeuropéerna gjorde sig till härskarskikt. Gimbutas senare hypoteser om Forneuropa (Old Europe) – det egalitära och matrilineära samhälle som indoeuropéerna skulle ha ersatt – har vunnit mindre stöd i forskarvärlden.

### Childe och Müllers invasionsteori
Det skall noteras att den australiske marxistiske arkeologen Vere Gordon Childe redan 1926 föreslagit den pontiska stäppen som det indoeuropeiska urhemmet, och kurganhypotesen är väsentligen en ättling till Friedrich Max Müllers ariska invasionsteori från mitten av 1800-talet – låt vara att Gimbutas uttryckte avsevärt mindre sympati med de indoeuropeiska invadörerna än Müller.

### Mallorys uppdaterade kurganhypotes
Den irländsk-amerikanske arkeologen J. P. Mallory, som författat det populära översiktsverket In Search of the Indo-Europeans, är en ledande företrädare för en uppdaterad version av kurganhypotesen, som fokuserar mindre på militär erövring än Gimbutas ursprungliga formulering. Mallory är även redaktör för Journal of Indo-European Studies, den ledande facktidskriften inom forskningsområdet.

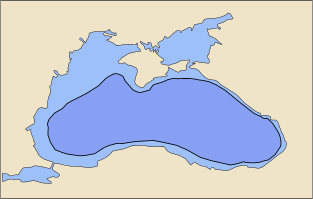
Svarta havet idag och 5600 f.Kr. enligt Ryans och Pitmans teori.

### Ryans och Pitmans Svarta havsteori
Enligt en teori som de amerikanska geologerna William Ryan och Walter Pitman presenterade 1998 skall Svarta havet runt 5500 f.Kr. ha ökat avsevärt i omfång på grund av att en naturlig fördämning vid Bosporen då brustit. Före översvämningen skall Svarta havet ha varit ett sötvattenshav. Teorin har främst rönt uppmärksamhet som möjlig förklaring till syndaflodsmyten i Gamla Testamentet, men flera forskare inom indoeuropeiska studier har även anmärkt på att läge och tidsperioden stämmer in på de tidiga "kurganiserade" kulturerna.

### Renfrews jordbruksteori
Den brittiske arkeologen Colin Renfrew lade 1987 fram en ny teori, där Anatolien är indoeuropéernas urhem, och kopplar samman deras spridning med jordbruksfrontens utbredning. I detta scenario sker spridningen betydligt tidigare – omkring sjutusen år f.Kr. – men långsammare och fredligare. Indoeuropeiska talare inträder i Skandinavien med trattbägarkulturen. Renfrew avvisar inte tanken på att redan befintliga mesolitiska bosättningar övertagit jordbruksteknik, språk och kultur från angränsande neolitiska bosättningar, men finner det troligare att omvandlingen också varit en fysisk sådan, dvs att en del av barnen i varje jordbrukarbosättning slagit sig ner ett antal kilometer ifrån sina fäder, och på så vis fört språket vidare. Detta står dock i strid med flera senare genetiska kartläggningar, som visar på en stor genetisk kontinuitet mellan den europeiska jägar- och bondestenåldern. Renfrews tidsangivelse får däremot stöd av Gray & Atkinson 2003, som genom glottokronologi funnit att en första splittring mellan de anatoliska och de övriga språken bör ha inträffat knappt 7000 f.Kr.

### Alternativa förklaringar
Flera andra urhem har ytterligare föreslagits, och det är möjligt att frågan aldrig kommer att få ett säkert svar.  Teorier om att urindoeuropeiskan kan varit ett kreol- eller pidginspråk har även framförts.